# Tajo
Tajo (špansko: Tajo [taxo]; portugalsko: Tejo [tɛʒu], latinsko: Tagus, starogrško: Τάγος /Tagos) je najdaljša reka na Iberskem polotoku. Dolga je 1038 km, 716 km  v Španiji, 47 km teče vzdolž meje med Portugalsko in Španijo ter 275 km na Portugalskem, kjer se izliva v Atlantski ocean v bližini Lizbone.
Rimljani so jo imenovali Tagus, zaradi česar sklepajo, da ime izhaja iz imena za tiso (Taxus).
Odmaka površino 80.600 kvadratnih kilometrov (tretja največja na Iberskem polotoku za rekama Douro in Ebro).Tajo je zelo izkoriščena na večini svojega toka. Več jezov in preusmeritev za oskrbo s pitno vodo za večino osrednje Španije, vključno za Madrid in na Portugalskem, več deset hidroelektrarn na njej ustvari veliko moč. Med jezovi sledi zelo zožen tok, vendar za krajem Almourol vstopi v veliko aluvialno dolino dovzetno za poplave. Na ustju je velik estuarij, na katerem se nahaja pristaniško mesto Lizbona.
Reka Tajo izvira na višini 1593 m v območju imenovanem Fuente García, v občini Frías de Albarracín, v provinci Teruel (Španija). Njen izvir se nahaja med gorama San Juan (1830 m) in Cerro San Felipe (1839 m) v Sierri de Albarracín, ki pripada gorovju Universal v zahodni veji Iberskega sistema. Tu je nameščen spomenik rojstva reke Tajo (iz leta 1974), avtor José Gonzalvo Vives, ki predstavlja personalizacijo reke in pokrajin Teruel, Cuenca in Guadalajara.
Vsi njeni glavni pritoki so na orografsko desni (severni) strani. Glavna mesta skozi katera teče so Aranjuez, Toledo, Talavera de la Reina in Alcántara v Španiji in Abrantes, Santarém, Almada in Lizbona na Portugalskem.

## Porečje
Porečje reke Tajo pokriva površino 80.600 km², razdeljeno na 69,2% (55.750 km²) na španskih tleh in 30,8%  (24.850 km²) na portugalskem ozemlju.
To je tretje največje porečje Iberskega polotoka po reki Douro s 97.290 km² in Ebro s 83.093 km².
Nahaja se v središču masiva Macizo Hespérico in teče več kot 910 km skozi južno planoto (Submeseta Sur). Ta je omejena na severu s centralnim sistemom ( Sistema Central) ter preko reke Guadarrame in vzhodnega podaljška, Somosierra-Gredos in Serra da Estrela; na jugu so gore Toledo in Sierra de Montánchez; na vzhodu Iberskega sistema je Sierra de Albarracín in glavne formacije Serrania de Cuenca; na zahodu na Atlantski ocean.
Njeni glavni pritoki (Jarama, Guadarrama, Alberche Tietar in Zêzere) prihajajo iz severnega dela, ki se posledično odvajajo v Tajo z desne. Prvi štirje izvirajo v gorah Gredos in Guadarrame, ki pogosto presegajo 2000 m. Na drugih območjih se ta višina le občasno dotakne na Serra da Estrela, ki se prav tako nahaja severno od toka reke Tajo, z največjo nadmorsko višino 1993 m. Tu teče reka Zêzere. Na zahodnem delu le nekaj vrhov presega 1800 m. Najpomembnejši pritok iz gora je reka Gallo. Iz gora Toledo prihajata reki Algodor in Almonte, kot leva pritoka. Najpomembnejše višine tega sistema si v Las Villuercas, okoli 1600 m.
Z demografskega vidika, je kotlina reke Tajo najbolj naseljena tako v Španiji kot na celotnem Iberskem polotoku. Na španskem ozemlju združuje populacijo 7 milijonov prebivalcev, ki so v 82% skoncentrirani v Skupnosti Madrid. Na Portugalskem so zabeležili več kot 3,5 milijona prebivalcev, z metropolitanskim območjem Lizbone kot najpomembnejšim delom.
Na reki je dvajset zajezitev, ki se vežejo tudi na njene pritoke in so se začeli graditi večinoma v 50-tih letih dvajsetega stoletja. Skupna zmogljivost skladiščene vode je okoli 14.500 milijonov kubičnih metrov, od tega 12.000 v Španiji (83%) in na Portugalskem preostalih  2500 (17%).
Najpomembnejši sistemi za shranjevanje se nahajajo v zgornjem delu v pokrajini Guadalajara (2.441.400.000 kubičnih metrov); v srednjem toku v Cáceres (5.157.300.000 kubičnih metrov) in v spodnjem toku, v bližini reke Zêzere, njen glavni pritok na Portugalskem (1.863.400.000 kubičnih metrov).
Zgrajen je tudi kanal in akvadukt med reko Tajo in Seguro odprt leta 1979 za dobavo vode v jugovzhodno Španijo, integrirano v kotlini Segura, kjer živi okoli 3 milijone prebivalcev.
Na zadnjem krajšem delu na Portugalskem je reka Tajo tudi plovna.

## Geologija
V svojem zgornjem toku za izvirom reka teče po strmem terenu, po materialu iz ordovicija in kvartarja, prevladujejo apnenci, dolomiti, laporji in peščenjaki. Reka ustvarja brzice in soteske.
Nižji del območja reke Tajo leži na prelomnici. Drsenje po njej povzroča številne potrese, med njimi so bili največji v letih 1309, 1531 in 1755.
V bližini izliva, širina počasi narašča in gradi različne sedimentne otoke.

## Okolje
V zgornjem toku reka teče skozi kraje velike biotske raznovrstnosti, ki so zaščiteni z vključitvijo v Naravni park Alto Tajo ( Parque Natural del Alto Tajo), ustanovljen leta 2000. Ta prostor vključuje značilno bioklimatsko in oro-sredozemsko floro: razne vrste bora (primer Pinus pinaster), različne vrste hrasta in brina (Juniperus thurifera) kot glavne ekosisteme.
V srednjem spodnjem toku se nahaja Nacionalni park Monfragüe ( Parque Nacional de Monfragüe). To ohranitveno območje zavzema površino 17.852 hektarjev in vključuje tri glavne ekosisteme: sredozemski gozd, skalnato območje in mokrišča, ki se nahajajo okoli vodotoka.
Tajo se izliva v Atlantski ocean, kjer tvori velik estuarij, najpomembnejši na Iberskem polotoku, tako zaradi svoje velikosti kot v socio-demografskem smislu. V severnem delu, je ta prostor pravno zaščiten kot naravni rezervat estuarija Tajo ( Reserva Natural del Estuario del Tajo). Nastal je leta 1916 in ima površino 14.560 hektarov in je zavarovan tudi po Ramsarski konvenciji
Tukaj so mokrišča, blato, sol, slana močvirja, otočki in kmetijska zemljišča. Vsako zimo sprejme okoli 80 000 ptic. Mesto Alcochete na levem bregu izliva, je center tega zavarovanega območja.
Na eni od najožjih točk izliva je bil zgrajen viseči most 25. april, ki ima velik arhitekturni pomen. Odprt je bil 6. avgusta 1966 in je dolg skoraj 2 km.
V Lizboni reko Tajo prečka tudi Most Vasco da Gama, ki velja za najdaljšega v Evropi. Dolg je 17,2 km, od tega je most reke dolg 10 km. Zgrajen je bila leta 1998 in povezuje mesti Montijo, na levem bregu in Sacaven na desni strani, ki sodita v metropolitansko območje Lizbone.

## Živalstvo in rastlinstvo
O reki živijo med drugimi štiri živali ogrožene vrste: iberski ris, Španski kraljevi orel (Aquila adalberti), črna štorklja in rjavi jastreb.
Kotlina reke Tajo ima široko paleto klimatskih okolij, zaradi svoje lokacije v povodjih evro-sibirskih in sredozemskih bioklimatskih regij. Prisotnost več geomorfoloških enot vzdolž vodotoka prispeva tudi k raznolikosti ekosistemov in različnih višinskih območij. Med rastlinami najdemo tako več vrst bora, hrasta s podrastjo jagodičevja, brine, vrbe in tamariša, trdolesko, razna zelišča (Materina dušica, sivka, šipek,...) in trave, leske, topole, Jesen (drevo), Brest (drevo), kaktuse. Obrežna vegetacija bolje je ohranjena v zgornjem in srednjem delu, kjer so tudi endemične breza, navadna jagodičnica in višnja.
Sredozemski pašniki z gostim gozdom v Narodnem parku Monfragüe (Cáceres) so med najpomembnejšimi na Iberskem polotoku. V sončnih območjih so pretežno hrasti in divje oljke, v senčnem hrast plutovec in drugi hrasti, navadna jagodičnica, vresje in druge.

## Zgodovina
Reka Tajo je imela tudi velik zgodovinski pomen. Toledo in Lizbona sta dve in zgodovinsko najbolj pomembni mesti na Iberskem polotoku. Prvo je bil zgrajeno na hribu, na nadmorski višini okoli 100 m, na okljuku znanem kot Torno del Tajo, zavarovano pred morebitnimi napadi.
Odnos med reko in Lizbono je tako obrambni kot socialno-ekonomski. Nahaja se na desnem bregu izliva, ob vznožju velikega naravnega pristanišča, zato je reka prispevala h komercialnemu, kulturnemu in urbanemu razcvetu. Od poznega srednjega veka je središče intenzivne komercialne dejavnosti med severno Evropo in Sredozemljem. Od renesanse, je glavno središče portugalskega imperija, ki je segal čez Ameriko, Afriko in Azijo. Reka je imela tudi strateško vrednost za španski in portugalski imperij, saj je varovala pristop do Lizbone. Na primer, leta 1587 se je Sir Francis Drake na kratko približal reki po svojem uspešnem napadu v Cadizu.
Lokacija Tajo v osrednjem delu Iberskega polotoka je poudarila reko kot prednostno v komunikacijskem omrežju Španije in Portugalske. Dokaz za to je velika infrastruktura zgrajena ob njej že od časa rimske vladavine. Za zgodovino in arhitekturo sta pomembna dva mostova Alcantara rimskega izvora, v mestu Toledo in Caceres mestu z istim imenom.
Med Reconquisto je reka odigrala pomembno vlogo, saj je bila geografska meja krščanskih kraljestev in Al Andaluz. Osvojitev Toleda leta 1085 je omogočila Kastilijskim vladarjem napredovati im širiti svoj vpliv.
V petnajstem stoletju je reka začela igrati rekreacijsko funkcijo za španske monarhe. Zgrajeno je bilo kraljevsko prebivališče v Aranjuezu, Na zahtevo katoliških kraljev je postala Tajo priljubljena destinacija za kralje in dvorjane.
Filip II. je zgradil na mestu prvotne novo palačo in v osemnajstem stoletju slavne vrtove Aranjuez, okoli katerih so različni umetni kanali. Reka je bila mesto za sprehode in rekreacijo ter plovbo s feluccas (ladje); eno danes hranijo v Casa de Marinos v občini madrileño. V poznem šestnajstem stoletju je Filip II. odredil izvedbo različnih projektov za plovbo po reki Tajo, a so bili načrti opuščeni, glede na težave pri izvedbi. Ideja je bila aktualna spet v osemnajstem stoletju, v času razsvetljenstva, a ostala neuresničena.
Tajo je bila tudi ponavljajoča se tema v slikarstvu in literaturi. El Greco (1541-1614) je ustvaril različne pokrajine Toleda, renesančni pesnik Garcilaso de la Vega (1501 ali 1503-1536) ji je posvetil nekaj svojih pesmi.
Ob sotočju Alagon in Tajo, leži mestece Alcantara, ki daje svoje ime rimskemu mostu. Stoji ob vznožju jezu istoimenskega močvirja in je veljal za enega izmed inženirskih podvigov v času Rimljanov. Sestoji iz šestih lokov in je dolg 194 m, 8 m širok in 61 m visok.